# Clossiana banffensis
Clossiana banffensis är en fjärilsart som beskrevs av Gunder 1932. Clossiana banffensis ingår i släktet Clossiana och familjen praktfjärilar. Inga underarter finns listade i Catalogue of Life.